# St. Marien (Bernburg)

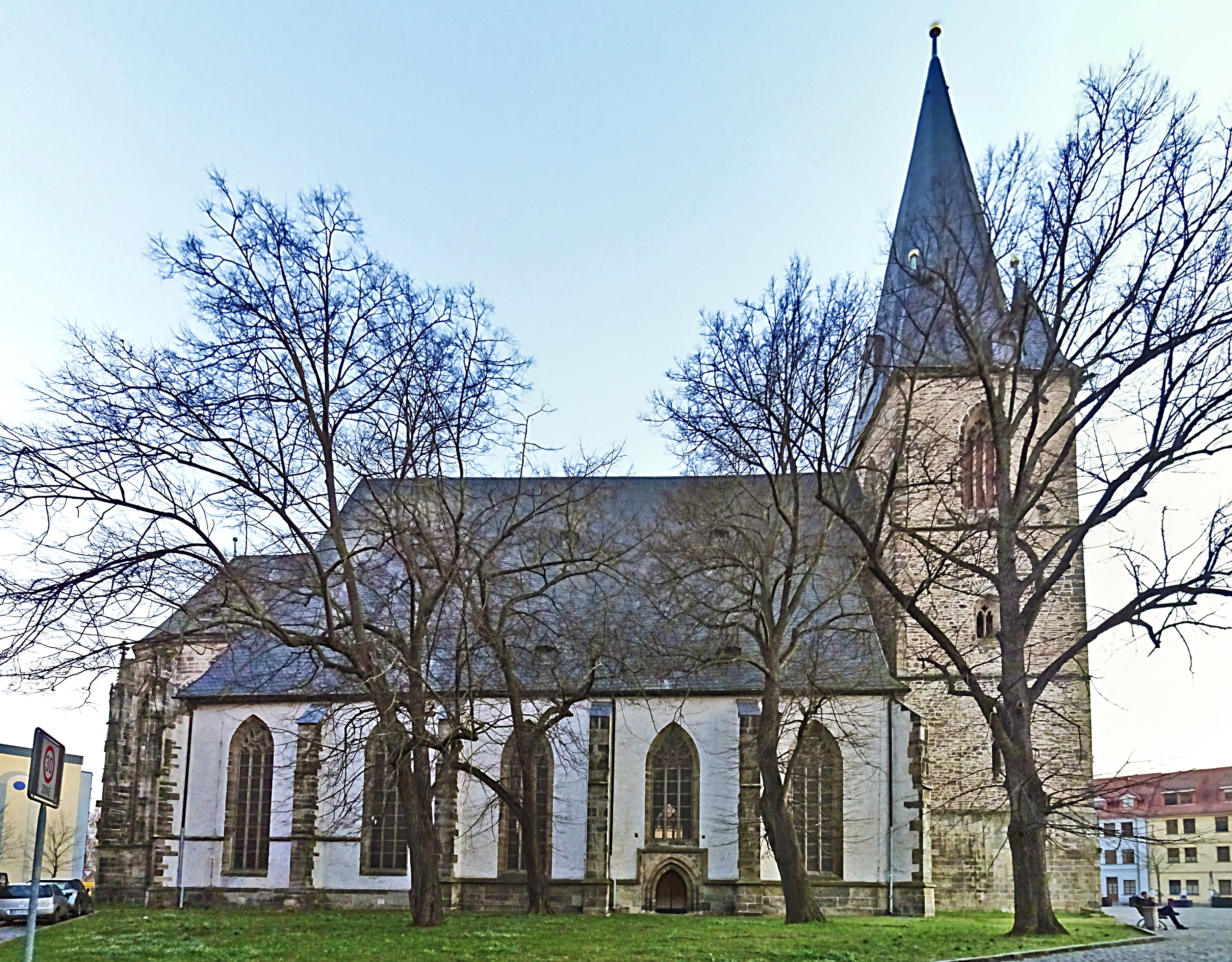
St. Marien (Bernburg)

Die Stadtkirche St. Marien in Bernburg an der Saale ist eine gotische Kirche im Salzlandkreis in Sachsen-Anhalt. Sie gehört zur Talstadtgemeinde Bernburg im Kirchenkreis Bernburg der Evangelischen Landeskirche Anhalts und erhält ihr besonderes Gepräge durch die fein gestaltete Bauplastik des Chores.

## Geschichte und Architektur
Die Pfarrkirche der Altstadt in Bernburg ist eine dreischiffige, fünfjochige, gotische Hallenkirche mit einem zweijochigen, einschiffigen Chor, der mit fünf Seiten eines Zwölfecks schließt. Ob sich die urkundliche Erwähnung aus dem Jahr 1228 auf die Marienkirche bezieht, ist umstritten. Der älteste Teil ist das Untergeschoss des mächtigen Westturms aus Quadermauerwerk auf querrechteckigem Grundriss aus der Mitte des 13. Jahrhunderts. Er ist leicht vom Langhaus abgesetzt, aber durch einen Verbindungsbau mit diesem verbunden und besitzt ein Portal mit kämpferlosen Birnstabprofilen, das wegen des nach wiederholtem Hochwasser angehobenen Geländeniveaus teilweise im Boden steckt. Der untere Turmraum ist mit drei Kreuzgratgewölben geschlossen und war ursprünglich mit zwei Spitzbögen über einem Mittelpfeiler zum Mittelschiff geöffnet. Bei der Vollendung des Turms in der ersten Hälfte des 14. Jahrhunderts wurden drei Geschosse mit Fenstern in nach oben zunehmender Größe aufgesetzt und mit einem Zeltdach mit Eckspitzen abgeschlossen. Danach wurde das Langhaus in der zweiten Hälfte des 14. Jahrhunderts als relativ niedrige Halle erbaut, von der noch die Seitenschiffsmauern der drei westlichen Joche weitgehend erhalten sind.

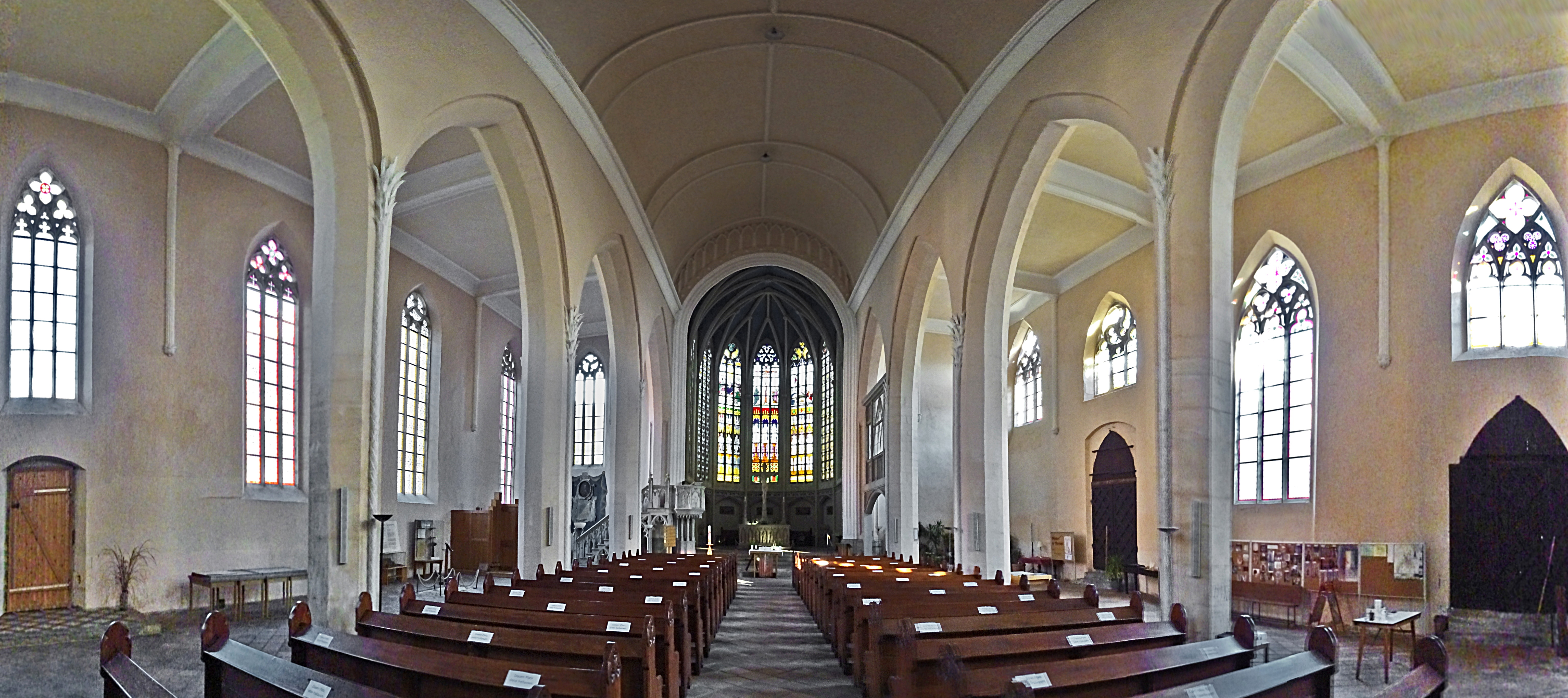
Innenansicht

Um 1420/40 wurden die beiden östlichen Joche zusammen mit dem Chor erneuert, was am durchlaufenden Sockel erkennbar ist. Der Chor ist prachtvoll in den Formen des Weichen Stils in der Nachfolge des Conrad von Einbeck ähnlich der Moritzkirche in Halle gestaltet. Die feingearbeitete Bauplastik ist gekennzeichnet durch freihängende Maßwerkbögen vor den Chorfenstern mit gekehlten Leibungen und weit nach innen gezogenen Verglasungen mit reichem, weitgehend erneuertem Fenstermaßwerk. Demgegenüber ist die Bauplastik der figürlichen Konsolen in der Nachfolge des Stils von Peter Parler original, aber von unterschiedlicher Qualität.
Stilistisch verwandt und sicher gleichzeitig ist das steil proportionierte kielbogige Portal im zweiten Joch der Südwand von Osten ebenfalls mit freihängendem Maßwerk gearbeitet. Südlich des Chores ist eine zweijochige Sakristei etwas später angebaut worden; das Sterngewölbe stammt aus der zweiten Hälfte des 15. Jahrhunderts. Vermutlich wurde das Langhausdach nach dem Chorbau über alle drei Schiffe gesetzt, wodurch der Turm etwas zu niedrig wirkt.
Das Innere des Chores besitzt eine besondere Raumwirkung, die durch ein 1868 weitgehend erneuertes Rippengewölbe über Runddiensten gekennzeichnet ist. In den Polygonseiten befindet sich je eine gedrückte spitzbogige Nische; zur Sakristei führt eine reichgeschmückte kielbogige Tür. Eine Sakramentsnische aus der Bauzeit ist ebenfalls vorhanden.

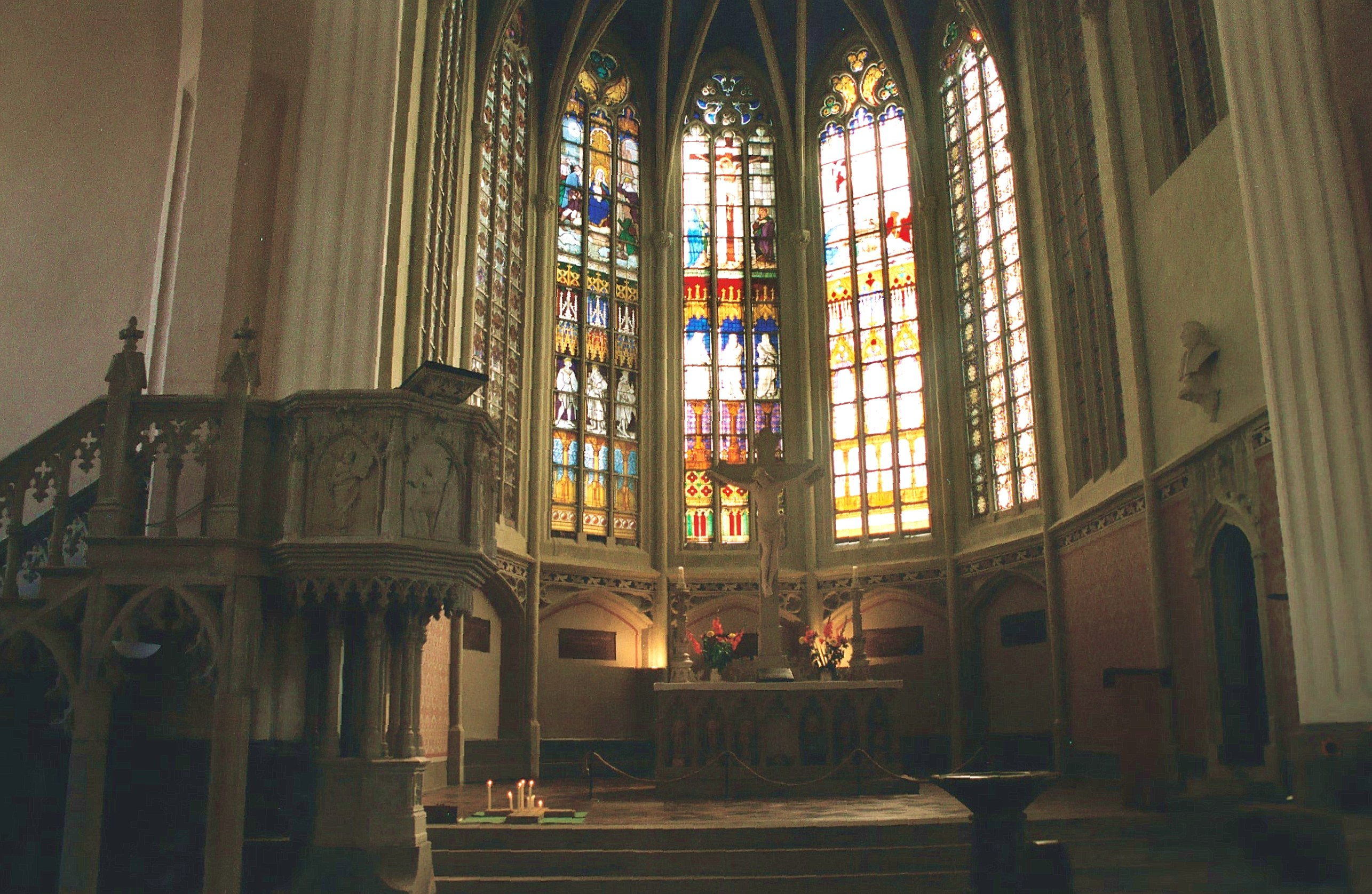
Innenansicht des Chores

Die schlanken Achteckpfeiler im Langhaus gehen kämpferlos in die Arkadenbögen über. Konsolen an den Pfeilern und Seitenschiffswänden zeigen an, dass eine Einwölbung geplant war. Diese wurde jedoch nicht mehr ausgeführt; stattdessen erhielt das Langhaus ein barockes spitzbogiges Tonnengewölbe im Mittelschiff und Flachdecken in den Seitenschiffen.
Im Westteil des Schiffes findet sich eine monumentale steinerne Empore von 1555 mit polygonaler vorspringender Maßwerkbrüstung; darüber befindet sich ein großer freihängender segmentbogiger Maßwerkbogen, dessen Oberkante die einstige Mittelschiffshöhe anzeigt.
Die Strebepfeilerfiguren am Außenbau sind ebenso wie das Chorgewölbe bei einer Restaurierung im 19. Jahrhundert entstanden. Eine weitere Restaurierung wurde in den Jahren nach 1971 durchgeführt.

## Ausstattung
Die neugotischen Hauptstücke der Ausstattung, Altar und Kanzel, sind Werke der Meister Ch. und M. Kielhorn von 1870. Weiter ist ein spätmittelalterlicher eiserner Opferstock erhalten. Die liturgische Ausstattung besteht aus einem großen vergoldeten Kelch mit Patene aus dem 15. Jahrhundert, der mit Szenen aus dem Leben und der Passion Christi am sechspassförmigen Fuß in Ritztechnik verziert ist, die mit Kielbogenbaldachinen und Fialen gerahmt sind. Zwei Pastorenbildnisse aus dem 19. Jahrhundert sind ebenfalls erhalten.
In den Seitenschiffen befinden sich im Kern barocke, jedoch im 19. Jahrhundert veränderte hölzerne Emporen; im Südosten gibt es eine verglaste Herrschaftsloge ebenfalls aus dem 19. Jahrhundert.
Im Chor befinden sich Glasmalereien aus dem 19. Jahrhundert, die 1864 eingesetzt wurden.
Zwei Bronzeglocken aus den Jahren 1373 und 1707 bilden das Geläut; die letztere Glocke wurde von Johann Christian Bachmann in Halle gegossen.

## Orgel

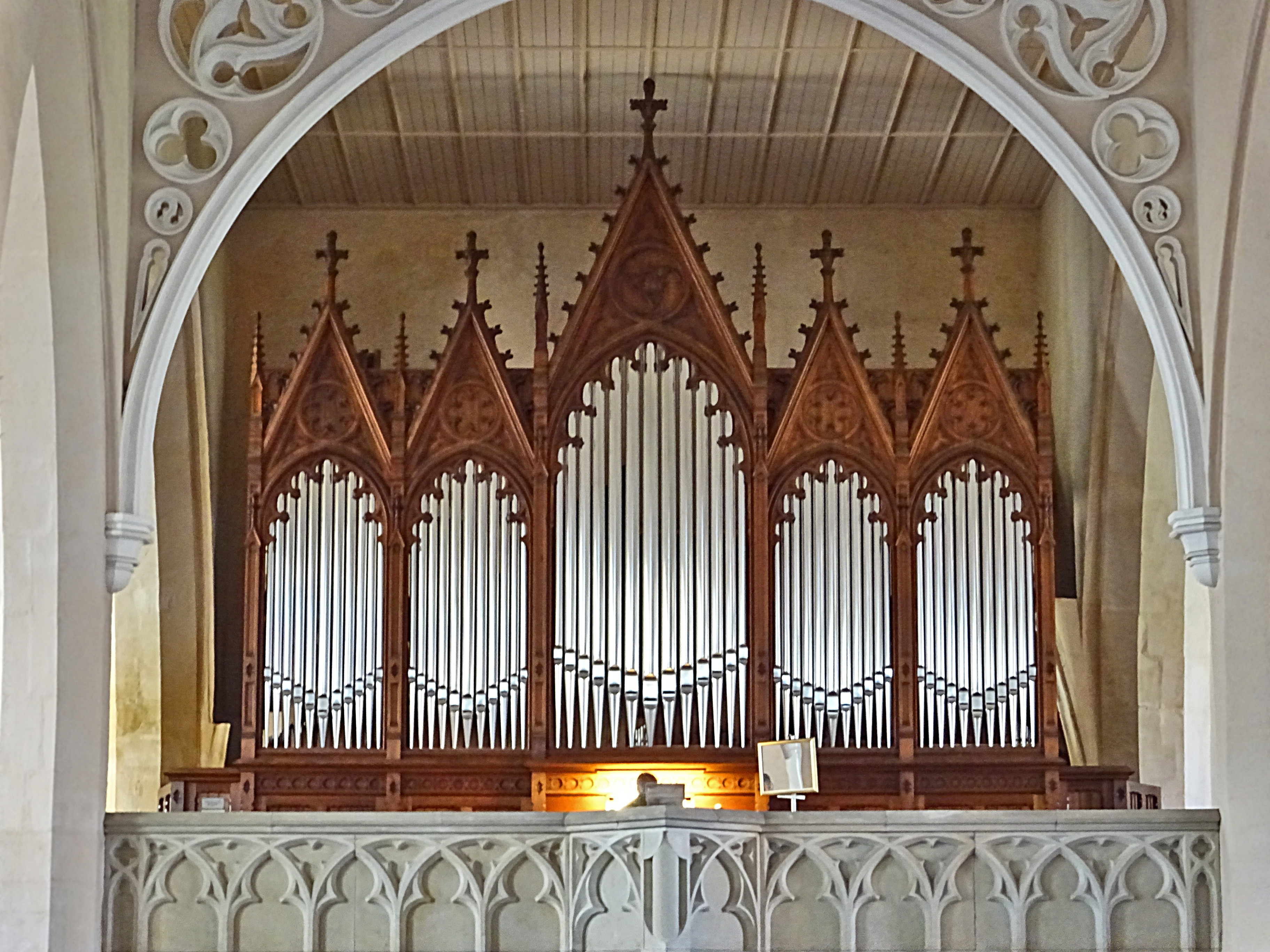
Röver-Orgel

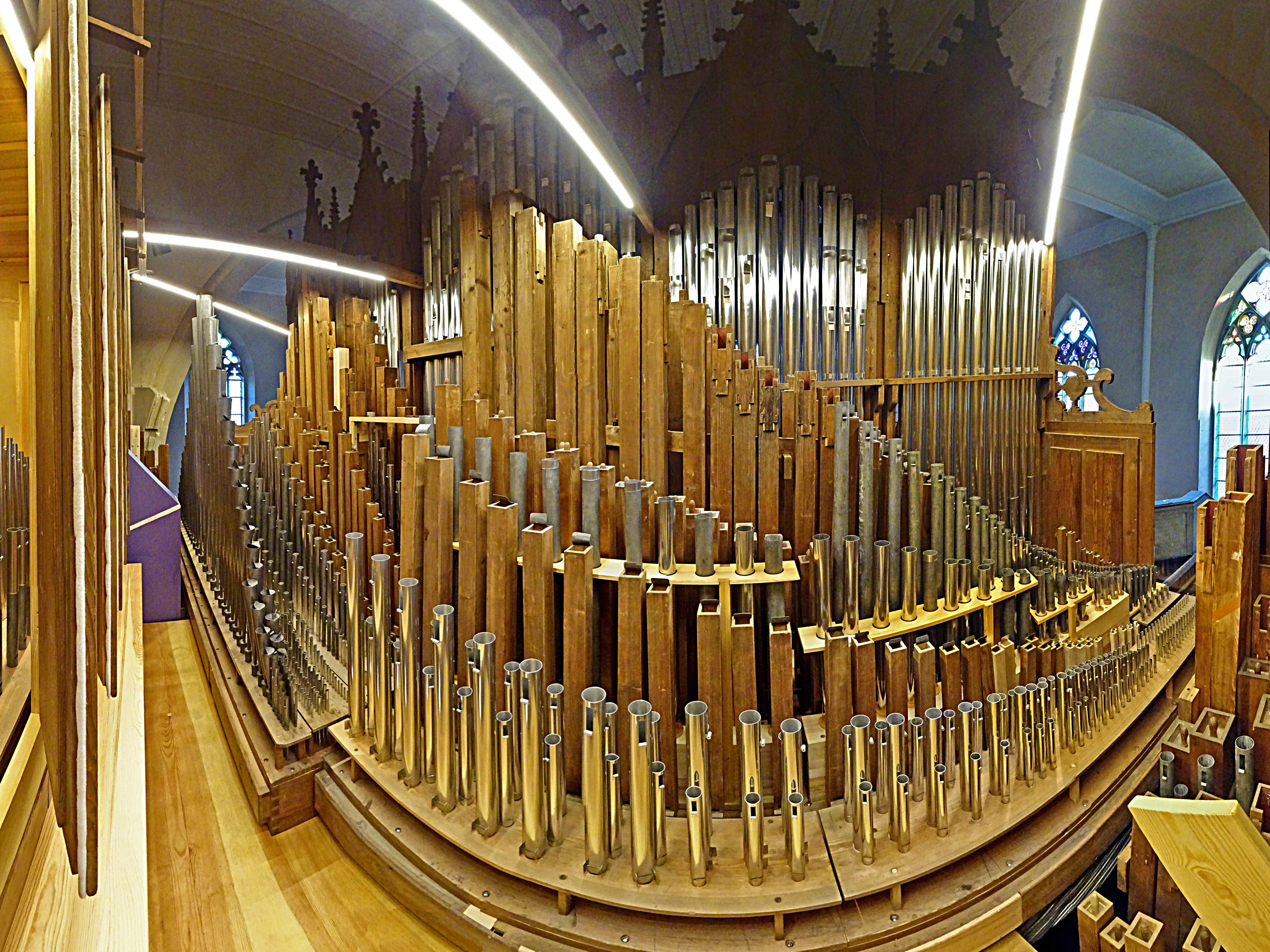
Begehbares Orgelwerk (Panorama)

Die ursprünglich 1902 von der Firma Röver aus Hausneindorf erbaute Orgel war verfallen und konnte nicht gerettet werden. Sie verfügte über 36 Register auf drei Manuale und Pedal. Von 2017 bis 2020 wurde durch Orgelbau Hüfken ein neu aufgebautes Orgelwerk hinter dem von Eike Knaul wieder hergerichteten Prospekt der ursprünglichen Orgel der Marienkirche eingebaut. Dazu konnten Teile eines 1976 durch Feuer beschädigten Röver-Instrumentes aus Alsleben durch Albert Baumhoer aufgearbeitet und verwendet werden. Das neue Orgelwerk mit 37 Registern, verteilt auf drei Manuale und Pedal, ist als besondere Attraktion begehbar.
| I Manual C–f3 |             |       |   |
| 1.            | Bordun      | 16′   | A |
| 2.            | Prinzipal   | 8′    | A |
| 3.            | Gambe       | 8′    | A |
| 4.            | Doppelflöte | 8′    | A |
| 5.            | Zartgedackt | 8′    | A |
| 6.            | Oktave      | 4′    | A |
| 7.            | Hohlflöte   | 4′    | A |
| 8.            | Quinte      | 2 ⁄3′ | A |
| 9.            | Octave      | 2′    | A |
| 10.           | Mixtur IV   |       | A |
| 11.           | Trompete    | 8′    | R |

| II Manual C–f3 |                       |     |   |
| 12.            | Gedackt               | 16′ | A |
| 13.            | Principal             | 8′  | A |
| 14.            | Salicional            | 8′  | A |
| 15.            | Traversflöte          | 8′  | A |
| 16.            | Dolce                 | 8′  | A |
| 17.            | Flouto amabile        | 4′  | A |
|                | Octavino (aus Nr. 18) | 2′  | A |
| 18.            | Mixtur II             |     | A |
| 19.            | Clarinette            | 8′  | B |

| III Schwellwerk C–f3 |                  |     |   |
| 20.                  | Lieblich Gedackt | 16′ | A |
| 21.                  | Viola            | 8′  | A |
| 22.                  | Gedackt          | 8′  | A |
| 23.                  | Flauto dolche    | 8′  | A |
| 24.                  | Aeoline          | 8′  | A |
| 25.                  | Vox celestis     | 8′  | A |
| 26.                  | Gemshorn         | 4′  | A |
| 27.                  | Flöte            | 4′  | A |
| 28.                  | Flautino II      |     | A |

| Pedal C–f1 |                     |         |   |
| 29.        | Prinzipalbaß        | 16′     | B |
| 30.        | Violon              | 16′     | B |
| 31.        | Subbass             | 16′     | B |
|            | Zartbass (= Nr. 20) | 8′      | B |
| 32.        | Oktavbass           | 8′      | B |
| 33.        | Cello               | 8′      | A |
| 34.        | Gedacktbass         | 8′      | A |
| 35.        | Oktave              | 4′      | A |
| 36.        | Posaune             | 16′     | B |
| 37.        | Quintbass           | 10 2⁄3′ | H |

- Koppeln:
  - Normalkoppeln: II/I, III/I, III/II, I/P, II/P, III/P
  - Suboktavkoppeln: II/I, III/II
  - Superoktavkoppel: III/ II
- Spielhilfen: 4 feste Kombinationen (Piano, Mezzoforte, Forte, Tutti), 1 freie Kombination, automatische Pedalumschaltung an, Handregister ab, Rohrwerke ab, Crescendowalze (Rollschweller) ab, Jalousieschweller III. Manual

A = Register aus Alsleben + H
B = erhalten aus Bernburg + H
R = Röver-Register aus anderer Orgel
H = Rekonstruktion durch Hüfken